# Luisinho (angolski piłkarz)
Luisinho, właśc. Luís Domingos António Cazengue (ur. 11 sierpnia 1969) – angolski piłkarz występujący na pozycji napastnika.

## Kariera klubowa
Luisinho karierę rozpoczynał w 1986 roku w zespole Primeiro de Agosto. Pięć razy zdobył z nim mistrzostwo Angoli (1986, 1987, 1988, 1989, 1990), a także dwa razy Puchar Angoli (1987, 1992). W 1993 roku przeszedł do portugalskiego klubu Lusitano GC, grającego w trzeciej lidze. Spędził tam sezon 1992/1993, a potem grał w innej trzecioligowej drużynie – CD Fátima. W 1994 roku przeszedł do pierwszoligowego SC Braga. Przez dwa sezony rozegrał tam 26 spotkań i zdobył 2 bramki.
W 1996 roku Luisinho odszedł do trzecioligowego SC Lamego. W trakcie sezonu 1996/1997 przeniósł się do drugoligowego Académico de Viseu. Grał tam do końca sezonu 1997/1998. Następnie występował w trzecioligowych drużynach Caçadores Taipas, Lusitânia FC oraz FC Oliveira do Hospital, kanadyjskim Toronto Supra, a także czwartoligowym ADRC Terras de Bouro. W 2002 roku zakończył karierę.

## Kariera reprezentacyjna
W latach 1995–1996 w reprezentacji Angoli Luisinho rozegrał 4 spotkania. W 1996 roku został powołany do kadry na Puchar Narodów Afryki, zakończony przez Angolę na fazie grupowej. Zagrał na nim w meczu z RPA (0:1).